# 笑福亭小枝鶴
笑福亭 小枝鶴（しょうふくてい こしかく、1886年 - 1938年6月25日）は、上方噺家。本名は中野 富三郎。

五枚笹は、笑福亭一門の定紋である。

最初は4代目笑福亭松鶴の門で鶴三という。1912年ころに小枝鶴、1919年ころ3代目立花家千橘？の門で橘太郎、翌年に再度小枝鶴となる。
漫才の隆盛の時代の1927年に吉本を離れラジオなどに出演する傍ら5代目笑福亭松鶴の「楽語荘」に参加したが、病気がちで高座にあがることなく不運のうちに死亡した。
芸風は派手ではないが真面目な芸風で口演中に楽屋が騒がしいのを噺を止め、怒鳴り散らしたという。その真面目さが一部には評価されたが一般ウケはしなかった。『崇徳院』『太鼓腹』『牛の丸薬』などを得意とした。2代目笑福亭圓篤（後の三遊亭花遊三）は同世代の噺家で同姓同名。